# Pancratium
Genre
Classification APG III (2009)
Pancratium est un genre de plantes herbacées vivaces. Il appartient à la famille des Liliaceae selon la classification classique. La classification phylogénétique le place dans la famille des Amaryllidaceae (ou optionnellement dans celle des Alliaceae).
Ce sont des plantes à fleurs blanches parfumées que l'on rencontre le long des côtes méditerranéennes, aux îles Canaries et dans les régions tropicales d'Afrique et d'Asie.
Le nom de pancratium est un mot latin signifiant «pancrace» (sport de combat très violent), lui-même emprunté au grec παγκράτιον (pankrátion) composé de πᾶν (pan), neutre de πας «tout» et κράτος (kratos) «force». En grec ancien, le mot παγκράτιον désignait deux choses : l'art martial du pancrace et une plante maritime à bulbe, peut être par allusion aux nombreuses propriétés médicinales de cette plante.
Ces plantes ont été cultivées dès l'antiquité autour de la Méditerranée et on les retrouve sur des fresques crétoises préclassiques.
Si les plantes peuvent être consommées par différentes espèces animales, elles sont toxiques pour l'homme par suite de la présence de différents alcaloïdes comme la pancratistatine. Pancratium tenuifolium est utilisé dans différentes ethnies du Botswana comme psychotrope, Pancratium maritimum est utilisé comme fongicide externe.

## Espèces
- Pancratium abchasicum
- Pancratium acutifolium
- Pancratium aegyptiacum
- Pancratium amancaes
- Pancratium amboinense
- Pancratium americanum
- Pancratium amoenum
- Pancratium angustifolium
- Pancratium angustum
- Pancratium arabicum
- Pancratium arenicola
- Pancratium aurantiacum
- Pancratium australasicum
- Pancratium australe
- Pancratium barcinonense
- Pancratium biflorum
- Pancratium boschianum
- Pancratium bovei
- Pancratium calathiforme
- Pancratium calathinum
- Pancratium cambayense
- Pancratium canariense
- Pancratium caribaeum
- Pancratium carolinianum
- Pancratium carribaeum
- Pancratium caymanense
- Pancratium centrale
- Pancratium chapmanni
- Pancratium chlidanthus
- Pancratium clavatum
- Pancratium coccineum
- Pancratium collinum
- Pancratium coronarium
- Pancratium crassifolium
- Pancratium croceum
- Pancratium cunninghami
- Pancratium curvidentatum
- Pancratium declinatum
- Pancratium disciforme
- Pancratium distichum
- Pancratium donaldi
- Pancratium dryandri
- Pancratium excisum
- Pancratium expansum
- Pancratium flavum
- Pancratium fluitans
- Pancratium foetidum
- Pancratium formosum
- Pancratium fragrans
- Pancratium fulvum
- Pancratium glaucum
- Pancratium guadelupense
- Pancratium guatemalense
- Pancratium guianense
- Pancratium harrisianum
- Pancratium herbertianum
- Pancratium hirtum
- Pancratium humile
- Pancratium illyricum
- Pancratium incarnatum
- Pancratium knightii
- Pancratium landesii
- Pancratium latifolium
- Pancratium leavenworthii
- Pancratium limense
- Pancratium liriosme
- Pancratium longiflorum
- Pancratium luteum
- Pancratium macleanum
- Pancratium macquaria
- Pancratium malabathricum
- Pancratium maritimum
- Pancratium maximum
- Pancratium mexicanum
- Pancratium mirennae
- Pancratium moritzianum
- Pancratium narbonense
- Pancratium narcissiflorum
- Pancratium nervifolium
- Pancratium nutans
- Pancratium obtusatum
- Pancratium occidentale
- Pancratium ornatum
- Pancratium ornithogaloides
- Pancratium ovatifolium
- Pancratium ovatum
- Pancratium parvicoronatum
- Pancratium parviflorum
- Pancratium parvum
- Pancratium patens
- Pancratium pedale
- Pancratium petiolatum
- Pancratium plicatum
- Pancratium praticola
- Pancratium quitense
- Pancratium quitoenze
- Pancratium recurvatum
- Pancratium recurvum
- Pancratium ringens
- Pancratium rotatum
- Pancratium rubrum
- Pancratium saharae
- Pancratium sickenbergeri
- Pancratium skinnerianum
- Pancratium speciosum
- Pancratium sancta-mariae
- Pancratium staplesi
- Pancratium stellare
- Pancratium tagliabue
- Pancratium tazetta
- Pancratium teneriffae
- Pancratium tenuiflorum
- Pancratium tiaraeflorum
- Pancratium tortifolium
- Pancratium tortuosum
- Pancratium trichromum
- Pancratium triflorum
- Pancratium triphyllum
- Pancratium tristylum
- Pancratium tubiflorum
- Pancratium tubulosum
- Pancratium undulatum
- Pancratium uniflorum
- Pancratium variegatum
- Pancratium verecundum
- Pancratium viridiflorum
- Pancratium zeylanicum